# Niobio titanio

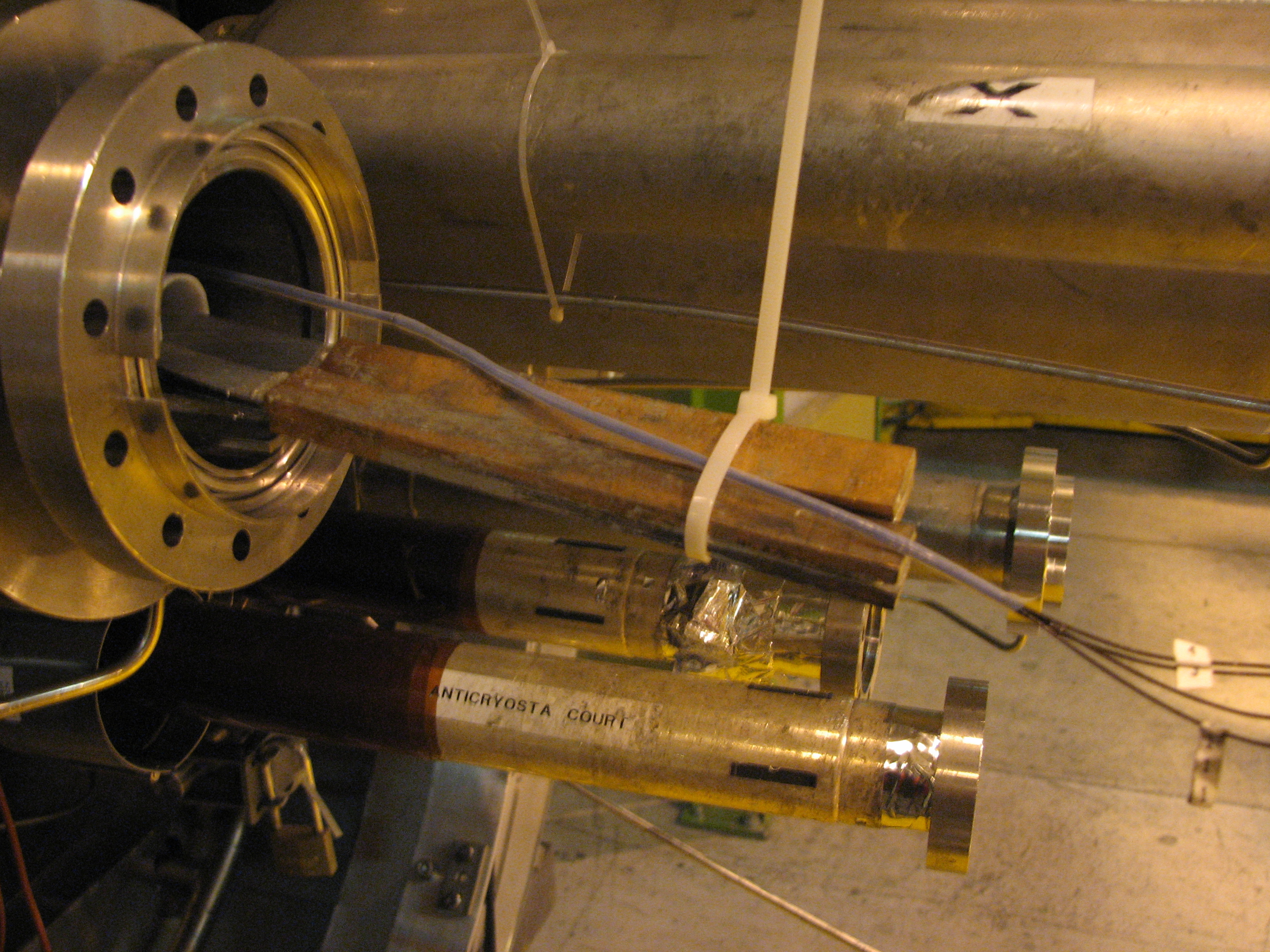
Un cavo di niobio titanio del LHC. I cavi di niobio titanio sono protetti alle estremità per evitare che possano prendere fuoco.

Il niobio titanio è una lega metallica dalle interessanti proprietà superconduttive. 
Il niobio e il titanio, presi singolarmente, sono già di per sé materiali superconduttori. In particolare il niobio è il migliore elemento superconduttore, con una temperatura critica di circa 9.3 K, mentre quella del titanio è di circa 0.39 K. Le loro leghe di varia composizione formano un continuo di materiali superconduttori di tipo II con diverse caratteristiche. 
Per quanto riguarda la temperatura critica, la migliore risulta quella composta al 75% in peso di niobio, che raggiunge una {\displaystyle T_{c}} pari a 10.1 K. Dati i pesi atomici dei due elementi, tale composto contiene un 39% di atomi di titanio e un 61% di atomi di niobio.
Per quanto riguarda il campo critico, il composto al 44% in titanio è quello che dà i risultati migliori, in quanto è caratterizzato da un campo critico superiore di circa 15 T a 0 K.
Il niobio titanio, a differenza di altri materiali superconduttori come il niobio-3 stagno, ha la qualità di essere piuttosto insensibile alla deformazione meccanica alla quale può essere soggetto in fase di fabbricazione dei conduttori o in opera.

## Fabbricazione dei conduttori
Per produrre dei conduttori di niobio titanio si utilizza un processo di estrusione in una matrice di rame o di cupronichel. Si parte da alcune billette dal diametro di una decina di centimetri, che attraverso due fasi di estrusione seguite da trafilatura a freddo e trattamenti termici a caldo vengono portate a un diametro complessivo inferiore al millimetro. A seconda delle applicazioni, cioè delle densità di corrente che si vogliono ottenere, il filo alla fine può contenere da poche decine o centinaia a svariate migliaia di filamenti. 

## Applicazioni
Cavi di niobio titanio sono utilizzati nei magneti superconduttori presenti nel LHC del CERN e sono previsti anche nel progetto ITER sulla fusione nucleare. Per quanto riguarda quest'ultimo, saranno realizzati in niobio titanio i conduttori dei 6 magneti del campo poloidale e i 18 avvolgimenti di correzione.